# Ischl (Traun)
Die Ischl oder Ischler Ache, am Oberlauf auch Ache und  vereinzelt Ischlfluss genannt, ist ein Fluss im Salzkammergut. Sie entwässert den Wolfgangsee bei Strobl und mündet nach rund 12 km bei Bad Ischl in die Traun.

## Lauf
Die Ischl verlässt den Wolfgangsee an seinem östlichen Ende bei Strobl und fließt relativ geradlinig von West nach Ost. Auf den ersten 5 Kilometern bildet sie die Gemeindegrenze zwischen St. Wolfgang im Norden und Strobl im Süden und damit die Landesgrenze zwischen Oberösterreich und Salzburg. Anschließend fließt sie auf dem Gemeindegebiet von Bad Ischl zur Gänze in Oberösterreich. Sie durchbricht die Talschwelle zum Ischler Becken zwischen Jainzenberg und Kalvarienberg und mündet nördlich des Stadtzentrums von Bad Ischl in die Traun.
Die Ischl fließt in einem relativ breiten Tal, das Wolfgang-/Ischltal genannt wird. Ihr mittleres Gefälle beträgt 5,4 ‰. Die Talung wurde durch den Wolfgangseegletscher des Traungletschers in den letzten Eiszeiten geformt. Dabei trennt sie die Osterhorngruppe südlich von der Schafberggruppe (Schafberg–Leonsberg-Zug) nördlich.
Weitgehend parallel zum Fluss verläuft die B158 Wolfgangseestraße. 1890–1957 verlief hier die Ischlerbahn (Salzkammergut-Lokalbahn, SKLB).

### Zuflüsse
Größere Zuflüsse mit Einzugsgebieten von mehr als 10 km² sind der Weißenbach von der Postalmregion (Einzugsgebiet: 45,6 km²) und der Schöffaubach (11,7 km²) von rechts, sowie der Schwarzenbach vom Schwarzensee (12 km²) und der Rußbach (21 km²) von links.

## Name

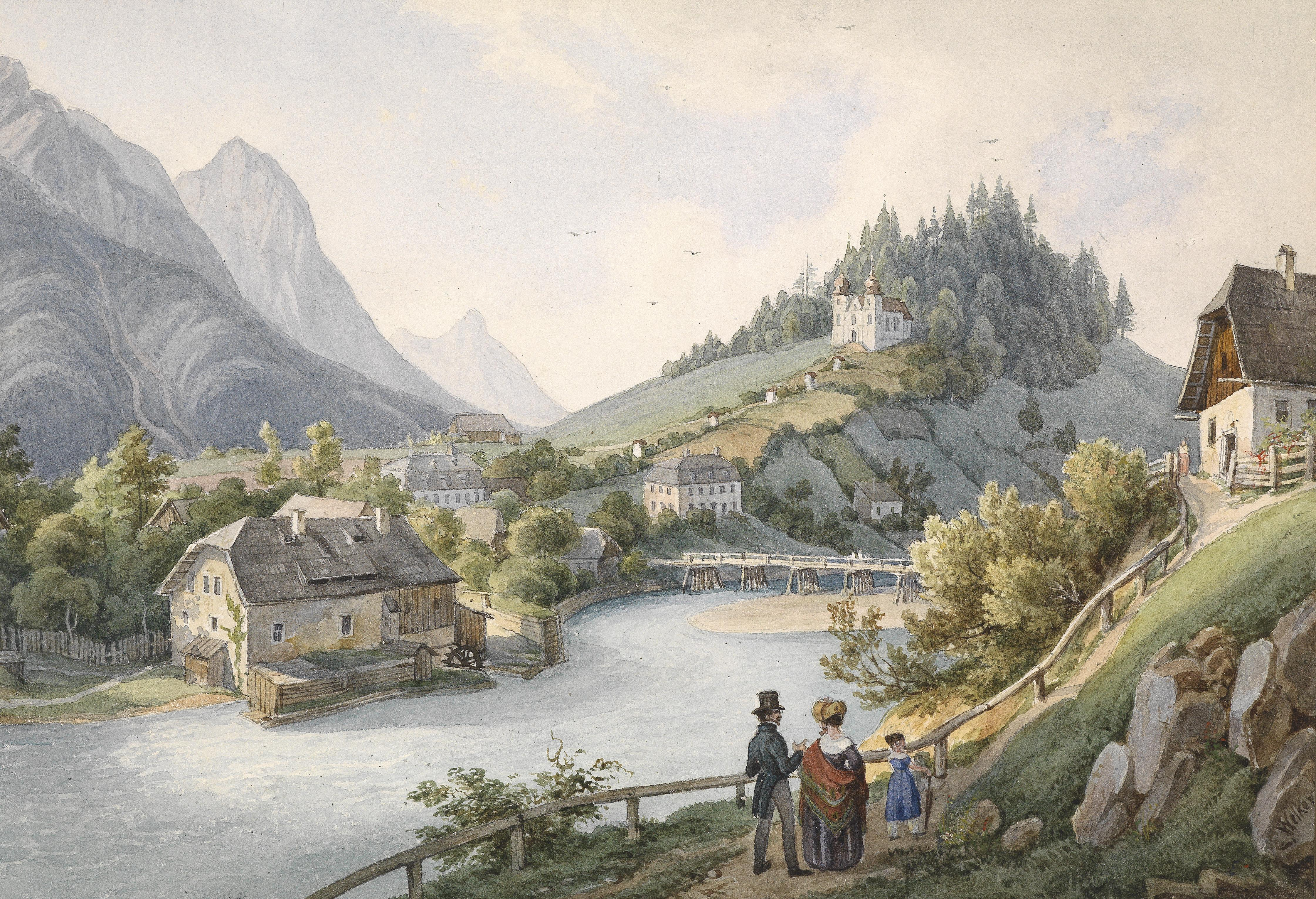
Die Ischl in Bad Ischl mit dem Kalvarienberg und rechts dem Fuß des Jainzenbergs (Aquarell von Ernst Welker, 1857)

Der Name des Flusses taucht erstmals im Jahr 829 als Iscula auf. Ein römischer Inschriftstein aus Bad Ischl erwähnt eine römische Zollstation Esc, was als Abkürzung von statio Escensis und latinisierte Form eines vorrömischen Namens gedeutet und ebenfalls mit dem Namen Ischl in Verbindung gebracht wird. Für den Namen gibt es zahlreiche Deutungen, so wird er auf das keltische Wort esk (Wasser) oder isk (Fisch) zurückgeführt, oder als Ableitung der indogermanischen Wurzel ei (gehen, laufen, rennen) angesehen. Andere Interpretationen leiten den Namen vom lateinischen esca (Speise, Lockspeise, Köder, Aas) oder dem romanischen iscla (Au) ab.

## Wirtschaftliche Nutzung
Seit Anfang des 20. Jahrhunderts wird die Ischl mit ihrer reichen Wasserführung zur Energieerzeugung genutzt. Das Laufkraftwerk Weinbach liefert ein Regelarbeitsvermögen von 2,37 GWh pro Jahr, an einer weiteren Ausleitungsstrecke befinden sich die Kraftwerke Schönburg-Hartenstein I und II.

## Verbauung und Umwelt
Die Ischl ist in langen Abschnitten durch Längsverbauungen reguliert und in ihrem natürlichen Verlauf beeinträchtigt. An mehreren Stellen finden sich jedoch noch Augebiete. Die Pfandler Au im Gemeindegebiet von Bad Ischl ist ein großflächiger Auwald, der mit Kiefern bestanden ist. Die Strauchschicht wird insbesondere aus Wacholder gebildet, im Unterwuchs finden sich viele Orchideen. Die Pfandler Au ist als Landschaftsschutzgebiet ausgewiesen, eine solche Kiefernau findet sich in Oberösterreich sonst nur noch an der Alm.
Die Gewässergüteklasse der Ischl beträgt I-II.